# یک قصه بهاری
یک قصه بهاری (انگلیسی: A Tale of Springtime) فیلمی فرانسوی به کارگردانی اریک رومر است که در سال ۱۹۹۰ منتشر شد.